# Cabinet Schermerhorn/Drees
Pour les articles homonymes, voir Schermerhorn (homonymie).
 (septembre 2023).
Si vous disposez d'ouvrages ou d'articles de référence ou si vous connaissez des sites web de qualité traitant du thème abordé ici, merci de compléter l'article en donnant les références utiles à sa vérifiabilité et en les liant à la section « Notes et références ».
Royaume des Pays-Bas
Gerbrandy III Beel I
Le cabinet Schermerhorn/Drees est le gouvernement des Pays-Bas du 24 juin 1945 au 3 juillet 1946, sous la direction du travailliste Wim Schermerhorn. Nommé par la reine Wilhelmine avant même la tenue des premières élections législatives de l'après-guerre, il rassemble diverses personnalités de plusieurs partis, ainsi que des indépendants, sans avoir la majorité à la Seconde Chambre.

## Composition
| Fonction                                             | Titulaire                                     | Titulaire                                   | Parti |
| ---------------------------------------------------- | --------------------------------------------- | ------------------------------------------- | ----- |
| Premier ministre État de guerre générale             |                                               | Wim Schermerhorn                            | VDB   |
| Premier ministre État de guerre générale             | PvdA                                          | Wim Schermerhorn                            |       |
| Vice-Premier ministre Ministre des Affaires sociales |                                               | Willem Drees                                | SDAP  |
| Vice-Premier ministre Ministre des Affaires sociales | PvdA                                          | Willem Drees                                |       |
| Ministre des Affaires étrangères                     |                                               | Eelco van Kleffens (jusqu'au 1er mars 1946) | Ind.  |
| Ministre des Affaires étrangères                     | Herman van Roijen (à partir du 1er mars 1946) |                                             | Ind.  |
| Ministre de la Justice                               |                                               | Hans Kolfschoten                            | RKSP  |
| Ministre de la Justice                               | KVP                                           | Hans Kolfschoten                            |       |
| Ministre des Affaires intérieures                    |                                               | Louis Beel                                  | RKSP  |
| Ministre des Affaires intérieures                    | KVP                                           | Louis Beel                                  |       |
| Ministre de l'Éducation                              |                                               | Gerard van der Leeuw                        | Ind.  |
| Ministre des Finances                                |                                               | Pieter Lieftinck                            | CHU   |
| Ministre des Finances                                | PvdA                                          | Pieter Lieftinck                            |       |
| Ministre de la Guerre                                |                                               | Jo Meynen                                   | ARP   |
| Ministre de la Flotte                                |                                               | Jim de Booy                                 | Ind.  |
| Ministre des Travaux publics                         |                                               | Johannes Ringers                            | Ind.  |
| Ministre des Transports et de l'Énergie              |                                               | Theodorus van Schaik                        | RKSP  |
| Ministre des Transports et de l'Énergie              | KVP                                           | Theodorus van Schaik                        |       |
| Ministre de l'Économie                               |                                               | Hendrik Vos                                 | SDAP  |
| Ministre de l'Économie                               | PvdA                                          | Hendrik Vos                                 |       |
| Ministre de la Navigation                            |                                               | Jim de Booy                                 | Ind.  |
| Ministre de l'Agriculture et de la Pêche             |                                               | Sicco Mansholt                              | SDAP  |
| Ministre de l'Agriculture et de la Pêche             | PvdA                                          | Sicco Mansholt                              |       |
| Ministre des Affaires coloniales                     |                                               | Johann Logemann                             | Ind.  |
| Ministre des Affaires coloniales                     | PvdA                                          | Johann Logemann                             |       |